# Henrik Lund
Henrik Lund (Nanortalik, 29 settembre 1875 – Narsaq, 6 giugno 1948) è stato un pastore protestante, pittore e paroliere groenlandese.

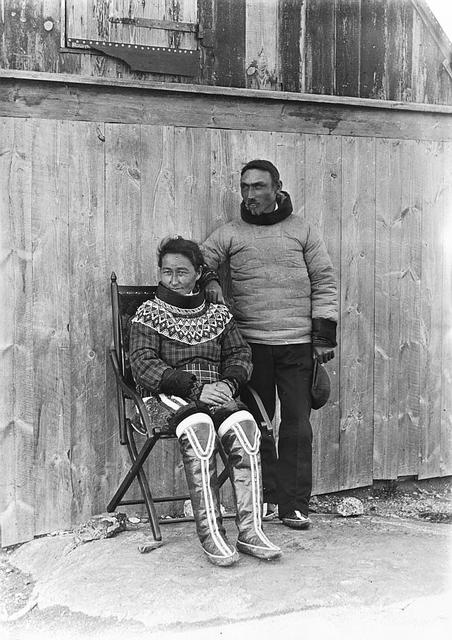
Malene e Henrik Lund

Ha scritto il testo dell'inno nazionale groenlandese, Nunarput utoqqarsuanngoravit.